# Лахав (дивизия)
«Лахав» (ивр. עוצבת להב‎, «Лезвие») — расформированная бронетанковая резервная дивизия Армии обороны Израиля в секторе ответственности Центрального военного округа, расформированная в 2004 году . Первоначально созданная как 194-я дивизия, а в 1980-х годах была переименована в 370-ю дивизию.

## История
194-я дивизия была создана в 1975 году в виде бронетанковой дивизии как часть структуры бронетанковых войск, построенной после войны Судного дня . Её первым командиром был генерал-майор Моше Бар-Кохба, руководивший созданием дивизии в 1975 году на территориях Иудеи и Самарии.
Среди бронетанковых бригад дивизии Лахав в 1980-х и 1990-х годах были 211-я бригада, 395-я бригада (бригада «Кела») и 820-я бригада (бригада «Лави»). Другими подразделениями в составе дивизии были: 214-я артиллерийская бригада, ремонтная бригада, батальон связи, Яхман и 5-я бригада . Дивизия была набрана впервые и взяла на себя командование долиной реки Иордан и восточной границей в рамках объявленной ЦАХАЛом боевой готовности, из-за того, что в июне 1981 года был атакован ядерный реактор в Ираке. В состав дивизии также входили войска 211-й бригады, в состав которой входил 126-й батальон, передавший ответственность за долину реки Иордан 162-й дивизии, которая подошла с Синая после заключения мирных соглашений с Египтом.
В Первую Ливанскую войну подразделения дивизии только комплектовались и часть из них была размещена на Голанских высотах и стояла на боевом дежурстве для вступления в Ливан. В длительном пребывании в Ливане принимали участие артиллерийская бригада, «Хеман», а также бойцы танковых бригад. Дивизия, позже носившая номер 370, была расформирована в рамках сокращения численности бронетанковых войск Армии обороны Израиля в 2004 году.

## Командиры
Среди командиров дивизии: Моше Бар-Кохба (1974—1975), Аарон Пелед(1975—1979), Амнон Липкин Шахак (1982—1980), Дорон Рубин (1982—1983), Авигдор Кахалани (1984—1985), Узи Керен (1986—1987), Менахем Заторский (1988—1989), Моше Эвари Сокник (1990—1992), Шмуэль Цукер (1992—1993), Йом Тов Самия (1993—1995), Йефтах Рон-Тал (1995—1997), Эли Амитай, Элазар Штерн.